# Toodyay
Toodyay è una città situata nella regione di Wheatbelt, in Australia Occidentale; essa si trova 85 chilometri a est di Perth ed è la sede della Contea di Toodyay. Al censimento del 2006 contava 1.069 abitanti.